# Antonio Bonet Correa
Antonio Bonet Correa   (la Corunya, 20 d'octubre de 1925 - Madrid, 22 de maig de 2020) fou un catedràtic i historiador de l'art espanyol, president de la Reial Acadèmia de Belles Arts de San Fernando des de desembre de 2008 i catedràtic emèrit de la Universitat Complutense de Madrid.

## Biografia
Format a la Universitat de Santiago de Compostel·la, entre 1951 i 1957 va treballar com a lector a La Sorbona i professor d'Història de l'Art a la Universitat de París. Va tornar a Espanya el 1958, sent successivament professor a la universitat madrilenya, catedràtic d'Història de l'Art a la Universitat de Múrcia, la de Sevilla i la Universitat Complutense de Madrid. El 1975 va ser empresonat, al costat d'altres personalitats de la cultura, per la seva pertinença a la Junta Democràtica, sent posat en llibertat al cap de pocs dies. Va desenvolupar la seva tasca també com a director del Museu de Belles arts de Sevilla, i fou autor de nombroses obres i articles científics sobre art hispanoamericà, urbanisme i barroc espanyol. Fou crític d'art del diari ABC i d'El Correo de Andalucía.
Des de 1986 fou membre de la Reial Acadèmia de Belles Arts de San Fernando. Al desembre de 2008 va substituir en la presidència de l'Acadèmia a Ramón González de Amezúa. El 2012 el Ministeri d'Educació i Cultura d'Espanya li va concedir la Medalla d'Or al Mèrit en les Belles arts.
Així mateix, va ser investit al juliol de 2013 doctor honoris causa a la Universitat de Santiago de Compostel·la, sent el padrí el catedràtic d'Història de l'Art Alfredo Vigo Trasancos.